# 재무분석가
재무분석가(financial analyst)는 업무의 핵심 기능으로 외부 또는 내부 고객을 위한 재무 분석을 전문적으로 수행하는 전문가이다. 이 역할의 타이틀은 구체적으로 증권 분석가, 연구 분석가, 주식 분석가, 투자 분석가 또는 평가 분석가일 수 있다. 직위는 광범위하다. 은행 및 업계에서는 투자 및 평가에 중점을 두는 대신 재무 관리 및 (신용) 위험 관리를 담당하는 다양한 분석가 역할이 있다.

## 역할
재무분석가는 다양한 산업 분야에서 일할 수 있다. 이들 중 상당수는 상호 펀드, 연기금, 헤지펀드, 증권회사, 은행, 투자은행, 보험회사 및 기타 기업에 고용되어 이들 기업이나 고객이 투자 결정을 내리는 데 도움을 준다. 기업 역할에서 재무 분석가는 책임의 일부로 예산, 수익, 비용 모델링 및 분석을 수행한다. 신용 분석도 마찬가지로 별개의 영역이다.
재무 분석가는 항상 스프레드시트(및 통계 소프트웨어 패키지)를 사용하여 재무 데이터를 분석하고 추세를 파악하며 예측을 개발한다. 또한 분석가는 회사의 전망에 대한 더 나은 통찰력을 얻고 회사의 경영 효율성을 판단하기 위해 회사 관계자와 자주 만나기도 한다.
고급 수학적 모델링 및 프로그래밍을 전문으로 하는 분석가를 "퀀트"(quant)라고 한다.

## 같이 보기
- 위험관리